# جايسون ماثيوز (لاعب كرة قدم أمريكية)
جايسون ماثيوز (بالإنجليزية: Jason Mathews)‏ هو لاعب كرة قدم أمريكية أمريكي، ولد في 9 فبراير 1971 في أورانج في الولايات المتحدة.

## وصلات خارجية
- جايسون ماثيوز على موقع مرجع كرة القدم المحترفة.كوم (الإنجليزية)